# 再生 (政党)

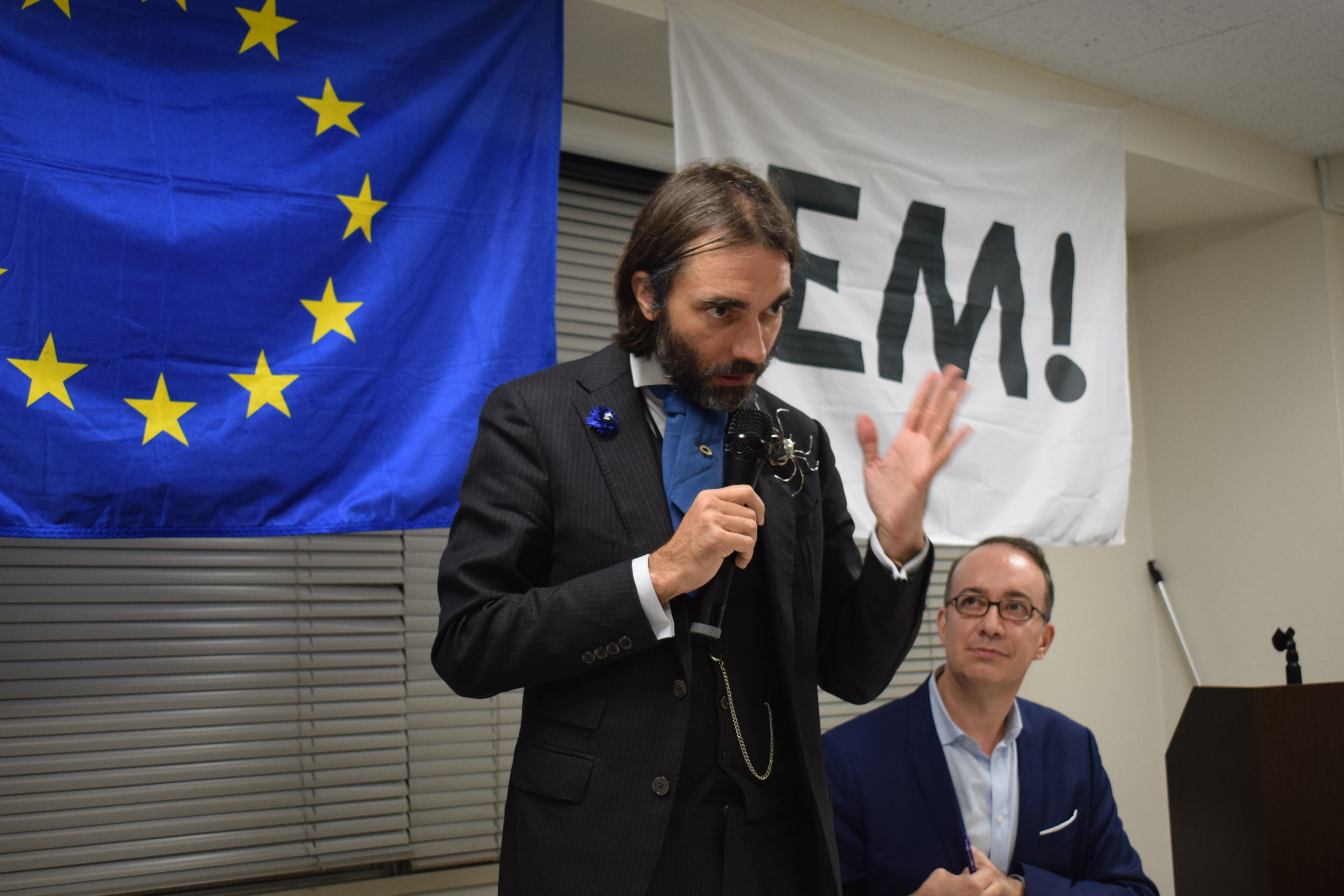
再生の公開会合、赤坂にて

再生（さいせい、フランス語: Renaissance、略称: RE）は、フランスの政党。2017年フランス大統領選挙で当選し第25代大統領となったエマニュエル・マクロンによって2016年に結成された中道政党である。
再生は親EU的な政党とみられ、明確に自国の主権を掲げる国民連合と対立している。欧州議会では欧州刷新に所属している。

## 政党名
Renaissanceはフランス語で「再生」などの意味を持つ単語である。当初の党名en marcheはフランス語で「前進」などの意味を持つ成句。英語メディアは本政党をForward!、又はOn The Moveとして紹介していた。日本語でも「共和国前進」「進め！」、「進行！」か、カナ転写した「アン・マルシュ！」、「エン・マルシュ」という名称で紹介していた。
2022年9月17日、正式に党名を「再生」（Renaissance ルネッサンス）に変更した。

## 歴史
再生は2016年4月6日、マクロンが「アン・マルシュ！（前進！）」としてアミアンで設立した。2017年5月にマクロンが大統領に当選した翌日に党名を「共和国前進」（La République En Marche!）に変更した
2017年6月の国民議会(下院)議員選挙ではほぼ全ての選挙区で候補者を立てた。候補者のおよそ半数は政治経験がなく、また女性が半数を占めた。
下院の定数577の内共和国前進と同盟関係にある政党を合わせて351議席を獲得し、過半数を確保した。

しかし、同年9月の元老院(上院)議員選挙では改選171議席の内23議席を獲得するにとどまった。上院選は地方議員などによる間接選挙で、結党間もない共和国前進には不利であったとされる。
その後、所属議員の離党が徐々に進み、2020年5月には所属する下院議員のうち17人が離党し新党「環境・民主主義・結束」を結成したことにより、下院での単独過半数を失った。
同年6月に行われた統一地方選挙(2020年フランス市議会議員選挙)では、パリやその他の地方都市の市長選で敗れるなど各地で敗北し、緑の党の躍進を許した。
2021年フランス地域圏議会選挙では、敗北した。
2022年5月5日、次期国民議会議員選挙に向け、党名を「再生」（Renaissance ルネッサンス）に変更した。
2022年9月17日、「共和国前進」は正式に党名を「再生」（Renaissance ルネッサンス）に変更し、エマニュエル・マクロンが名誉党首に就任し、ステファン・セジュルネ欧州議会議員が党首に就任した。

## 政策
マクロン自身は、この党は左翼でも右翼でもなく、進歩的・革新的な組織なのだと語っており、進歩主義運動だと考えている。その政治信条から再生と党首のマクロンは、スペインの中道主義政党、シウダダノスおよび党首のアルベール・リベラと比較される。

## 役職

### 党役員
| 役職             | 氏名                       | 所属                                                                         |
| ---------------- | -------------------------- | ---------------------------------------------------------------------------- |
| 名誉党首         | エマニュエル・マクロン     | 大統領                                                                       |
| 党首             | ステファン・セジュルネ     | 欧州議会議員                                                                 |
| 党首代行         | クレマン・ボーヌ           | 運輸担当大臣                                                                 |
| 党首代行         | オロール・ベルジェ         | ルネッサンス国民議会議員会長、国民議会議員、イル＝ド＝フランス地域圏議会議員 |
| 党首代行         | ブリジット・ブルギニョン   | パ＝ド＝カレ県議会議員                                                       |
| 党首代行         | パスカル・カンファン       | 欧州議会議員                                                                 |
| 党首代行         | ジェラール・ダルマナン     | 内務大臣                                                                     |
| 党首代行         | アメリ・ド・モンシャラン   | イル＝ド＝フランス地域圏議会議員                                             |
| 党首代行         | オリビエ・デュソップ       | 労働大臣                                                                     |
| 党首代行         | ベランジェール・クイヤール | エコロジー担当副大臣                                                         |
| 党首代行         | ブリュノ・ル・メール       | 経済財務大臣                                                                 |
| 党首代行         | ファビエンヌ・ケレル       | 欧州議会議員                                                                 |
| 党首代行         | ナタリ・ニゾン             | ブール＝ド＝ペアージュ市長                                                   |
| 党首代行         | フランク・リステ           | 議会関係担当大臣                                                             |
| 広報部長         | ロイック・シニョール       |                                                                              |
| 国民議会議員会長 | オロール・ベルジェ         | 国民議会議員（ルネッサンス会派代表として）                                   |
| 元老院議員会長   | フランソワ・パトリア       | 元老院議員                                                                   |
| 欧州議会議員会長 | ステファヌ・セジュルネ     | 欧州議会議員                                                                 |

## 選挙結果

### 大統領選挙
| 選挙年 | 候補者                 | 第1回投票 | 第1回投票 | 第1回投票 | 第2回投票  | 第2回投票 | 第2回投票 |
| 選挙年 | 候補者                 | 得票      | %         | 順位      | 得票       | %         | 順位      |
| ------ | ---------------------- | --------- | --------- | --------- | ---------- | --------- | --------- |
| 2017   | エマニュエル・マクロン | 8,656,346 | 24.01     | 1位       | 20,743,128 | 66.10     | 1位       |
| 2022   | エマニュエル・マクロン | 9,785,578 | 27.80     | 1位       | 18,779,641 | 58.54     | 1位       |

### 国民議会（下院）選挙
| 選挙年 | 第1回投票 | 第1回投票 | 第2回投票 | 第2回投票 | 議席      | +/− | 備考 |
| 選挙年 | 得票      | %         | 得票      | %         | 議席      | +/− | 備考 |
| ------ | --------- | --------- | --------- | --------- | --------- | --- | ---- |
| 2017   | 6,391,269 | 28.21     | 7,826,245 | 43.06     | 308 / 577 | 308 | 与党 |
| 2022   | 5,857,364 | 25.8      | 8,002,419 | 38.6      | 245 / 577 | 101 | 与党 |

## ロゴマーク

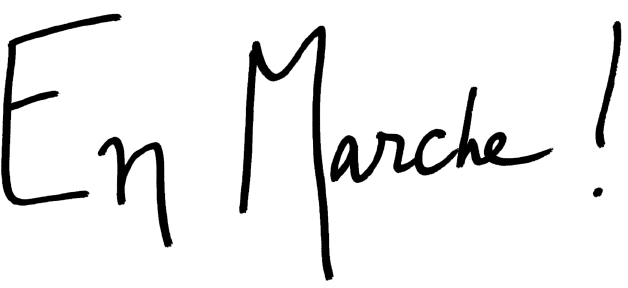
2016年4月8日に産業財産庁に提出された最初のロゴマーク。
2017年2月9日に産業財産庁に提出された第2のロゴマーク。
2017年5月7日に産業財産庁に提出されたロゴマーク。
2022年9月17日の再生への党名変更に合わせたロゴマーク。